# George Bernard Shaw

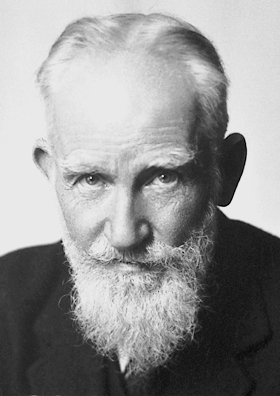
George Bernard Shaw 1925.

George Bernard Shaw, född 26 juli 1856 i Dublin, död 2 november 1950 i Ayot Saint Lawrence i Hertfordshire, var en irländsk författare. Han bodde större delen av sitt liv i Storbritannien och hade brittiskt pass, men tog illa upp om man kallade honom britt.[källa behövs]
Shaw tilldelades Nobelpriset i litteratur 1925 med motiveringen "för hans av både idealitet och humanitet uppburna författarskap, vars friska satir ofta med sig förenar en egenartad poetisk skönhet".  

## Biografi
George Bernard Shaw föddes i Dublin som son till protestantiska föräldrar som levde under knappa omständigheter. Under 1870-talet flyttade han till London för att pröva sin lycka som författare. Han skrev fem romaner som alla refuserades, innan han började arbeta som framgångsrik musikkritiker på tidningen The Star, där han skrev under pseudonymen "Corno di Bassetto" (bassetthorn) 1888–1890.
Ungefär vid denna tid blev han politiskt intresserad och tjänstgjorde från 1897 och flera år framåt som politisk rådgivare. Som brinnande socialist skrev Shaw många broschyrer och tal för Fabian Society. Han blev en skicklig talare för främjandet av dess frågor, såsom lika rättigheter för män och kvinnor, lindrandet av missförhållanden i arbetarklassen, återkallandet av privat ägande av produktiv mark och främjandet för en hälsosam livsstil. En kort tid var han aktiv i lokalpolitiken och tjänstgjorde på London County Council. I likhet med flera andra vänsterintellektuella på 1930-talet hade han en positiv inställning till Sovjetunionen.
År 1895 började han arbeta som teaterkritiker på tidningen Saturday Review, hans första steg mot en karriär som dramatiker. 1898 gifte han sig med irländskan Charlotte Payne-Townshend. Hans första succé, pjäsen Candida, sattes upp samma år. Han följde upp med ett antal komiska dramer, bland annat The Devil's Disciple (1897), Arms and the Man (1898), Mrs Warren's Profession (1898), Captain Brassbound's Conversion (1900), Caesar and Cleopatra (1901), Man and Superman (1902), Major Barbara (1905), Androcles and the Lion (1912) och Pygmalion (1913). Efter första världskriget producerade han mer seriösa dramer, bland andra Heartbreak House (1919) och Saint Joan (1923).
Han instiftade 1927 Anglo-Swedish Literary Foundation, en fond för utveckling av kulturella förbindelser mellan Storbritannien och Sverige, med nobelprispengarna som grund.
Shaw var en samvetsöm vegetarian, som till och med sörjde över att behöva plåga grönsakerna och äta upp dem.
Shaw var en uttalad socialist och sympatiserade även med Hitler under andra världskriget där han var en förespråkare för eutanasi av de som enligt honom förtjänade att dö för mänsklighetens bästa.
George Bernard Shaw avled 1950, 94 år gammal, efter ett fall från en stege.

## Pjäser och filmatiseringar
Två gånger har det gjorts musikteater på Shaws pjäser. När representanter för Oscar Straus skrev och ville göra operett på Arms and the Man svarade Shaw att om man inte nämnde hans namn i sammanhanget, och om man inte citerade en enda replik ur dialogen i hans pjäs, skulle han kanske vara vänlig nog att inte stämma dem; operetten komponerades och fick namnet "Der tapfere Soldat".
Fyra år efter Shaws död blev det premiär på My Fair Lady, som bröt klart mot Shaws vilja på båda de ovanstående punkterna, och även på en tredje. I den tryckta utgåvan av Pygmalion bifogade Shaw ett långt efterord där han förklarade varför Eliza till slut bryter med Higgins och gifter sig med Freddy; det struntar musikalens librettister i och låter Higgins få henne. Dock ska sägas att ett liknande, ändrat slut finns även i filmversionen från 1938, till vilken Shaw själv står angiven som manusförfattare – om än slutet lades till mot hans vilja. Shaw tilldelades för övrigt det årets Oscar för bästa manus efter förlaga för sitt manus till filmen. Detta gör honom till den enda person tillsammans med Bob Dylan som fått både en Oscar och nobelpriset i litteratur.

## Eftermäle
Sedan 1962 hålls Shawfestivalen, en hyllning till Shaw, i den kanadensiska staden Niagara-on-the-Lake.
I Shaw's pjäs The Doctor's Dilemma (1906) heter en av karaktärerna Jennifer, ett namn som fram tills detta endast hade spridning runt Cornwall. Efter pjäsen kom namnet att populariseras och i längden spridas världen över.

## Citat
"The reasonable man adapts himself to the world; the unreasonable one persists in trying to adapt the world to himself. Therefore, all progress depends on the unreasonable man."
"Take care to get what you like or you will be forced to like what you get"

## Svenska översättningar

### Pjäser
- Behagliga stycken och obehagliga (översättning Hugo Vallentin, Bonnier, 1907–1908) [Innehåll: Ödets man; Man kan aldrig veta; Hjältar; Candida; Änklingars hus; Mrs Warrens yrke; Kurtisören]
- Pygmalion: pjäs i fem akter (översättning Hugo Vallentin, Bonnier, 1914). Ny översättning av Hugo Vallentin och Gustaf Linden, radiobearbetning: C. A. Dymling (Radiotjänst, 1935); ny översättning av Bengt Anderberg och Vera Silverstolpe (Forum, 1963)
- Sankta Johanna: ett krönikespel i sex scener och en epilog (Saint Joan of Arc) (översättning Ebba Low och Gustaf Linden, Bonnier, 1925). Ny uppl., radiobearbetning av Olov Molander (Radiotjänst, 1935)
- Behagliga och obehagliga stycken. 1, Obehagliga stycken (översättning Hugo Vallentin, Bonnier, 1927) [Innehåll: Änklingars hus ; Kurtisören ; Mrs Warrens yrke]
- Behagliga och obehagliga stycken. 2, Behagliga stycken (Bonnier, 1927) [Innehåll: Hjältar ; Candida ; Ödets man ; Man kan aldrig veta]
- Behagliga och obehagliga stycken. 3, Stycken för puritaner (översättning Hugo Vallentin, Ebba Low och Gustaf Linden, Bonnier, 1927) [Innehåll: Djävulens lärjunge ; Cæsar och Cleopatra]
- Karusellen: en politisk komedi i två akter och ett mellanspel (The apple cart) (översättning Ebba Low och Gustav Linden, radiobearbetning av Olof Molander, Radiotjänst, 1934)
- Att gifta sig: komedi (översättning för radio Henrik Dyfverman) (Radiotjänst, 1948)
- Mannen och hans överman: en filosofisk komedi (Man and superman) (översättning Hugo Vallentin och Karl Ragnar Gierow (Don Juanakten), radioarrangemang av Claes Hoogland, Sveriges radio, 1959)
- Major Barbara (översättning Ebba Low och Gustaf Linden, radioarrangemang av Herbert Grevenius, reviderad av Göran O. Eriksson, Sveriges radio, 1959)
- John Bulls andra ö (John Bull's Other Island) (översättning översättning av Bengt Anderberg, radioarrangemang av Sigvard Mårtensson, Sveriges radio, 1959)
- Fru Warren's yrke (Mrs Warren's profession) (översättning Hugo Vallentin, radioarrangemang av Herbert Grevenius, Sveriges radio, 1959)
- Blanco Posnets hängning (The Shewing up of Blanco-Posnet) (översättning Olov Jonason, Sveriges radio, 1959)
- Tillbaka till Metusalem (Back to Methuselah) (översättning och radioarrangemang av Claes Hoogland, Sveriges radio, 1960)
- För sant att stå ut med: en komedi (Too True to be Good) (översättning Ebba Low och Gustaf Linden, radioarrangemang av Herbert Grevenius, Radiotjänst, 1960)

### Romaner
- Omaka: roman (anonym översättning, Bonnier, 1909)
- Sidney Trefusis Esq.: roman (An Unsocial Socialist) (översättning Gösta Langenfelt, Tiden, 1917). Ny anonym översättning med titel Sidney Trefusis: miljonär och socialist (Vårt hem, 1929)
- Mr Byrons yrke och hans hustru: roman (Cashel Byrons Profession) (anonym översättning, Hökerberg, 1920). Nya översättningar (samtliga med titeln Cashel Byrons yrke): översättning M. Isberg (Hökerberg, 1926); översättning av A. Berg (dvs. Adil Bergström) (Holmquist, 1927);  översättning av Alfred Wingren (Världslitteraturen, 1930)
- Konstnärskärlek (Love Among the Artists) (anonym översättning?, Hökerberg, 1922). Ny översättning av A. Berg (Holmquist, 1926); ny översättning av G. Halfdan Liander med titel Artistkärlek (Saxon & Lindström, 1934)
- Den olösbara knuten (The Irrational Knot) (översättning Ella Svanberg, Holmquist, 1926)

### Politiska skrifter m.m.
- Socialismens ekonomiska grundval (översättning Anton Andersson, Socialdemokratiska arbetarpartiet, 1904)
- Öfvergången till socialdemokratin (översättning A. C. Lindblad, Socialdemokratiska arbetarpartiet, 1905)
- Lustresa till fronten (anonym översättning, 1914)
- Sunt förnuft om kriget (anonym översättning?, Bonnier, 1915)
- Socialismen och de högt begåvade (översättning E. W., Framtiden, 1915)
- Socialism för miljonärer (översättning Gustav Möller, Tiden, 1915)
- Revolutionärens handbok (översättning Gösta Langenfelt, Tiden, 1916)
- Det gamla lejonets sista språng (anonym översättning?, 1918)
- Funderingar om freden (översättning E. Brusewitz, Bonnier, 1919)
- Den intelligenta kvinnans vägvisare till socialism och kapitalism (översättning Ebba Low och Lilly Classen, Tiden, 1930)
- Min kära Dorothea: en praktisk metod för moralisk uppfostran av kvinnor, utformad i ett brev till en ung person av detta kön (My dear Dorothea) (översättning Roland Adlerberth, Bergh, 1957)
- Den fulländade wagnerianen samt ett antal artiklar och musikrecensioner (översättning Christer Eklund, Eklund musica verba, 1997)
- Shakespeares älskade (översättning Ulf Liljedahl, Ellerström, 2007) [Innehåll: "Porträttet av Mr W.H."" av Oscar Wilde och "Sonetternas mörka dam" av Georg Bernard Shaw]

## Filmatiseringar i urval
- 1938 – Pygmalion, engelsk film regisserad av Anthony Asquith och Leslie Howard, med Leslie Howard och Wendy Hiller i huvudrollerna
- 1941 – Major Barbara, engelsk film regisserad av Gabriel Pascal, med Wendy Hiller och Rex Harrison i huvudrollerna
- 1945 – Caesar och Cleopatra, engelsk film regisserad av Gabriel Pascal, med Claude Rains och Vivien Leigh i huvudrollerna
- 1952 – Androcles och lejonet, amerikansk film regisserad av Chester Erskine, med Jean Simmons, Victor Mature och Alan Young i huvudrollerna
- 1957 –  Sankta Johanna, amerikansk film regisserad av Otto Preminger, med bland andra Jean Seberg och Richard Widmark
- 1958 – Hjältar, tysk film regisserad av Franz Peter Wirth och med bland andra O.W. Fischer och Liselotte Pulver
- 1968 – Katarina den stora, engelsk film regisserad av Gordon Flemyng, med Jeanne Moreau och Peter O'Toole